# Coelioxys ramakrishnae
Coelioxys ramakrishnae är en biart som beskrevs av Cockerell 1919. Coelioxys ramakrishnae ingår i släktet kägelbin, och familjen buksamlarbin. Inga underarter finns listade i Catalogue of Life.